# Écorse
Pour l’article homonyme, voir Ecorse (Michigan).
La rivière Écorse (Ecorse River en anglais) est un affluent de la rivière Détroit. Son nom courant est une corruption anglaise de son nom original français, la rivière aux Écorces. Le nom vient d'une coutume de la tribu Wendat d'envelopper ses morts dans l'écorce de bouleau ou d'orme et de les enterrer à la bouche de la rivière. 
La rivière a deux branches. La branche nord est de 26 kilomètres de long et la branche du sud est de 21 kilomètres de long ; les deux se réunissent et coulent alors un 0.8 kilomètre. L'altitude du fleuve diminue de 204 m dans la partie nord-ouest de son bassin versant à 174 m à la rivière Détroit.
La branche nord traverse les villes de Romulus, Dearborn Heights, Allen Park, Melvindale, Lincoln Park et la ville d'Ecorse à qui elle a donné son nom. La branche sud traverse les villes de Romulus, Taylor, Allen Park et Lincoln Park. Après que les deux branches se sont rejointes, l'Écorse coule le long de la frontière municipale entre Ecorse et Wyandotte jusqu'à son confluent avec la rivière Detroit.
Le confluent des deux branches est le Council Point Park à Lincoln Park. Là, le chef Pontiac a tenu un conseil en 1763 avant d'attaquer le Fort Détroit, qui avait été récemment capturé par les britanniques.
Le bassin versant de la rivière a une haute densité de population. Elle est également fortement industrialisée, de l'industrie lourde et légère. La pollution est un problème, d'origine industrielle et résidentielle, ainsi que les aciéries dans sa partie basse.